# 片上伸
片上 伸（かたがみ のぶる、1884年（明治17年）2月20日 - 1928年（昭和3年）3月5日）は、日本の文芸評論家、ロシア文学者。初期は「天弦」の号で執筆活動をしていたので、片上天絃（片上天弦）の名でも知られる。

## 経歴
1884年、愛媛県今治市波止浜生まれ。一族は裕福な庄屋であり、伸の父・良（つかさ）は月番所詰めの役人であった。幼いころから神童と呼ばれ、新聞・雑誌の投稿欄の懸賞金を学資に当てていたという。旧制愛媛県立松山中学校（現・愛媛県立松山東高等学校）を卒業後、1900年に東京専門学校（現・早稲田大学）予科に入学する。在学中は英文学を学んだが、一方で当時勃興期であった自然主義文学に傾倒。卒業後は『早稲田文学』の記者をとなり、後に早稲田大学の教員となった。大学では英文学、ロシア文学を講義しながら、雑誌『早稲田文学』に自然主義を擁護する評論を多く発表した。
1915年、早稲田大学からの留学生として文学研究とロシア文学科設立準備のためにロシアに留学。その留学期間中の1917年、ロシア革命に遭遇。その頃から、社会の改革と文学との役割について考えるようになり、1918年の帰国後からは初期プロレタリア文学の評論に転換していった。このころから、天弦の号から、片上伸の名前で評論を発表するようになった。また、ロシア留学時代に山本鼎と出会ったことから彼の提唱する児童自由画教育に共鳴するようになり、帰国後は山本や北原白秋らとともに「芸術自由教育」編集委員を務めて文芸教育を主導するなど、大正自由教育運動の論客としても活動するようになった。
1920年、片上を主任教授として早稲田大学文学部にロシア文学科が創設された。それまで英文テキストに頼っていた日本のロシア文学研究は、これを機にロシア語から教授されるようになった。背が高く、眉目秀麗、いつも身ぎれいで役者のような外見の良さも手伝って、人気の若手評論家としても活躍した。1924年、早稲田大学を辞職し、再びロシアへ留学した。片上には妻子がおり、学内の派閥争いも絡んでいると見る向きもある。ロシアから帰国後の1928年、脳溢血に倒れて45歳で死去。

## 研究内容・業績
- 早稲田大学文学部にロシア文学科を創設し、後進を育成した。門下から多くのロシア文学研究者が育つことになる。
- 著作は谷崎精二編『片上伸全集』にまとめられている。

## 人物評

### 教師として
- 自身が受け持った生徒の多くからは、かなり恐ろしい先生と認識されていた[5]。
- 1920年代に早稲田に学び、片上の授業を受けていた、井伏鱒二や尾崎一雄たちの回想の中では、主人公たちの夢を邪魔するような存在として描かれていることが多い。特に井伏は1921年、片上のセクハラ行為によって大学中退を余儀なくされる被害に遭った。井伏は短編小説『喪章のついてゐる心懐』で片上との思い出に触れたほか、回想録『鶏肋集』で片上と推測される人物を挙げ、「体質的に非常に気の毒な人」と評している。

### 交遊
- かつての学生からの不人気な評はあるものの、交友関係は広く、同じロシア文学者のみならず、他の国々の海外文学研究で活躍した者や、二文学で活躍した作家や文人とも交流があった。生前片上が指導していた楠山正雄や浜田広介などの作家にも、彼が紹介したロシアの作家からの影響がうかがえ、学問・文学面で片上が後進に与えた影響は大きい。

## 家族・親族
- 弟：竹内仁（たけのうちまさし）は、片上と14歳違いの弟。竹内家へ養子になった。東京帝国大学哲学科の学生で批評家としても活動をしていた1922年に小石川の婚約者の家でその両親を殺したあと、自殺。享年24歳。1928年に、批評をまとめた『竹内仁遺稿』（イデア書院、非売品）が刊行されている[6]。

## 著書

### 単著
- 『言文一致 小学新文例』森本専助・松村九兵衛、1902年7月。NDLJP:867548。
- 『近代英詩評釈』有朋堂〈The "Rising generation" series no.  5〉、1909年10月。NDLJP:903005。
- 『生の要求と文学』南北社、1913年5月。NDLJP:947449。
- 『無限の道』日月社、1915年4月。NDLJP:954832。
- 『ロシヤの現実』至文堂、1919年5月。NDLJP:960858。
- 『思想の勝利』天佑社、1919年5月。NDLJP:959477。
- 『草の芽』南北社、1919年7月。NDLJP:961930。
- 『トルストイ画譜』春秋社、1920年5月。
- 『最近ロシヤ文学の意義』世界思潮研究会〈世界パンフレット通信 105〉、1922年8月。
- 『文芸教育論』文教書院、1922年9月。
  - 『文芸教育論』玉川大学出版部〈教育の名著 5〉、1973年2月。
- 『トルストイ伝その他』春秋社、1923年10月。
- 『現代ロシヤ文学の印象』二松堂書店〈表現叢書 11〉、1923年5月。
- 『外国文学序説』新詩壇社、1924年7月。
- 『文学と社会』新詩壇社〈芸術研究叢書〉、1924年8月。
- 『近代思想講話』松陽堂〈文芸及思想講習叢書〉、1925年4月。
- 『文学評論』新潮社、1926年11月。
- 『露西亜文学研究』第一書房、1928年4月。

### 翻訳
- テニソン『テニソンの詩』隆文館、1905年10月。NDLJP:879154。
- ドストエフスキイ『死人の家』博文館、1914年4月。NDLJP:950185。
- エマスン『自然論』南北社、1915年10月。
- テニスン『イン・メモリヤム 追憶の歌』早稲田泰文社〈英詩文研究 2輯〉、1924年3月。
- イワノーフ・ラズームニク『インティェリゲンツィヤ』大日本文明協会事務所、1924年7月。
- エマスン『自然論』岩波書店〈岩波文庫〉、1933年11月。

### 共著
- 片上伸、杉森南山『文芸復興期思潮講話・プラグマティズム講話』文学普及会〈早稲田文学社文学普及会講話叢書 第5編〉、1914年9月。NDLJP:948895。

### 共編
- 片上伸、相馬御風 編『十六人集』新潮社、1920年2月。

### 共訳
- セルヴァンテス 著、島村抱月・片上伸 訳『ドン・キホーテ』 上巻、植竹書院、1915年11月。NDLJP:945515。
  - 後に上巻部分のみ新潮社｢世界文学全集｣に片上の単独名で収録､その後新潮文庫に｢ドン・キホーテ　第一巻｣「ドン・キホーテ　第二巻｣として収録
- セルヴァンテス 著、島村抱月・片上伸 訳『ドン・キホーテ』 下巻、植竹書院、1915年11月。NDLJP:945516。
  - 後に片上の単独名で新潮文庫に「ドン・キホーテ　第三巻」「ドン・キホーテ　第四巻」として収録

### 作品集
現代評論選集（新潮社、1915年）
- 『片上伸論集』新潮社〈現代評論選集 第2編〉、1915年3月。

全集（砂子屋書房、1938-1939年）
- 片上晨太郎 編『片上伸全集』 第1巻、砂子屋書房、1938年12月。
  - 『片上伸全集』 第1巻（復刻版）、日本図書センター、1997年3月。ISBN 9784820581703。

収録：生みの力, 現実を愛する心, 告白と批評と創造と, 強い執着深い味ひ, 気分の現実性, 誇張の核心, 排主観と無批判, 清新強烈なる主観, 先づ自己の型を破れ, 現代文学思潮, 新興文学の意義, 自己の為めの文学, 未解決の人生と自然主義, 緊張充実を欲する文学, 現代日本文学の問題, 現実観の成長, 現実観の動揺, 中間階級の文学, 震災火災と文学, 文学の読者の問題, アーサー・シモンズ論, イエーツ論, ルソーの人物, 英国の自然派の系統, 国木田独歩論, 印象派の小説, 文芸批評と人生批評, 明治時代の文学思潮, 文学の方法論上二三の要点に就いての考察
- 片上晨太郎 編『片上伸全集』 第2巻、砂子屋書房、1939年4月。
  - 『片上伸全集』 第2巻（復刻版）、日本図書センター、1997年3月。ISBN 9784820581710。

収録：文学運動の過程について, 第三階級勃興当時の文学様式, 小説の筋, 通俗小説の過去現在将来, 第三階級勃興当時の文学様式の問題(三たび), 文芸批評の権威, 文学の知的考察, 文学方法論の問題, 自己の生命の表現, 生活の芸術化, 俳優の主観性, 似而非バザロフ, 自己の補足, 泣かず笑はざる味ひ, ロマンティシズムの意義, ディオニソスとアポロ, 田山氏の『花袋文話』, 明治以後の文学思潮, 田山花袋氏の自然主義, 文学思潮の一転機, 文壇の凡俗主義的傾向を排す, 奮囲気の問題, 文科の本分, 現実に対する不満, 創作批評雑感, ロマンティシズムの精神, 薄明の中より, 人間の本性, 批評心雑感, 二種の新理想家, 近代文学に対する疑ひ, 思想の力, 持たぬ宝, ヲルガの船旅, ヤドローヲ村の一日, スハノヲ行き, 書翰,  年譜
- 片上晨太郎 編『片上伸全集』 第3巻、砂子屋書房、1939年7月。
  - 『片上伸全集』 第3巻（復刻版）、日本図書センター、1997年3月。ISBN 9784820581727。

収録：ロシヤ文学批評の起源, 露西亜文学概論, トルストイ記念の一夜, トルストイ伝, トルストイと死の予感, トルストイの宗教的人生観, トルストイの家庭論, トルストイとその夫人, ドストイェフスキーに就いて, 死人の家, 虐げられし人々, 現代ロシヤ文学の印象, 詩人ブロツクのこと, 革命前後に於けるロシヤ文学の主潮, 北欧文学の原理, 否定の文学, 平凡人の反抗, 新時代の予感
明治文学全集（筑摩書房、1967年）
- 『島村抱月・長谷川天渓・片上天弦・相馬御風集』筑摩書房〈明治文学全集 43〉、1967年9月。ISBN 9784480103437。

日本現代文学全集（講談社、1968年）
- 『島村抱月・長谷川天渓・片上伸・相馬御風集』講談社〈日本現代文学全集 27〉、1968年9月。

現代日本文学大系（筑摩書房、1973年）
- 『片上伸・平林初之輔・青野季吉・宮本顕治・蔵原惟人集』筑摩書房〈現代日本文学大系 54〉、1973年1月。

日本プロレタリア文学評論集（新日本出版社、1990年）
- 『片上伸集』新日本出版社〈日本プロレタリア文学評論集 2〉、1990年6月。ISBN 9784406018562。

## 片上伸に関する参考文献
- 稲垣達郎『片上伸ノート』
- 宮本顕治「過渡時代の道標ー片上伸論」
- 青木倫子「魂のかえるところ　片上伸の帰郷」文芸同人誌「アンプレヤブル宣言」8号
- 丹尾安典『男色の景色―いはねばこそあれ―』新潮社　2008年